# Grums härad
Grums härad var ett härad i södra Värmlands län inom nuvarande Grums och Karlstads kommuner. 
Häradet omfattade omfattade drygt 497 km². Tingsstället var från 1882 Karlstad från att tidigare varit ambulerande.

## Häradsvapen
Häradsvapnet härstammar från 1600-talet och föreställer Grums sockenkyrka. En variant på detta i blått och silver återkommer sedan som vapen för Grums köping från år 1952 samt för Grums kommun från år 1973.

## Geografi
Häradet var beläget i trakterna kring Grums- samt Åsfjorden vid Vänerns norra strand, c:a 2 mil väster om Karlstad.

## Historia
Grums härad omnämndes för första gången år 1331, men lär då bara ha omfattat Grums socken.  

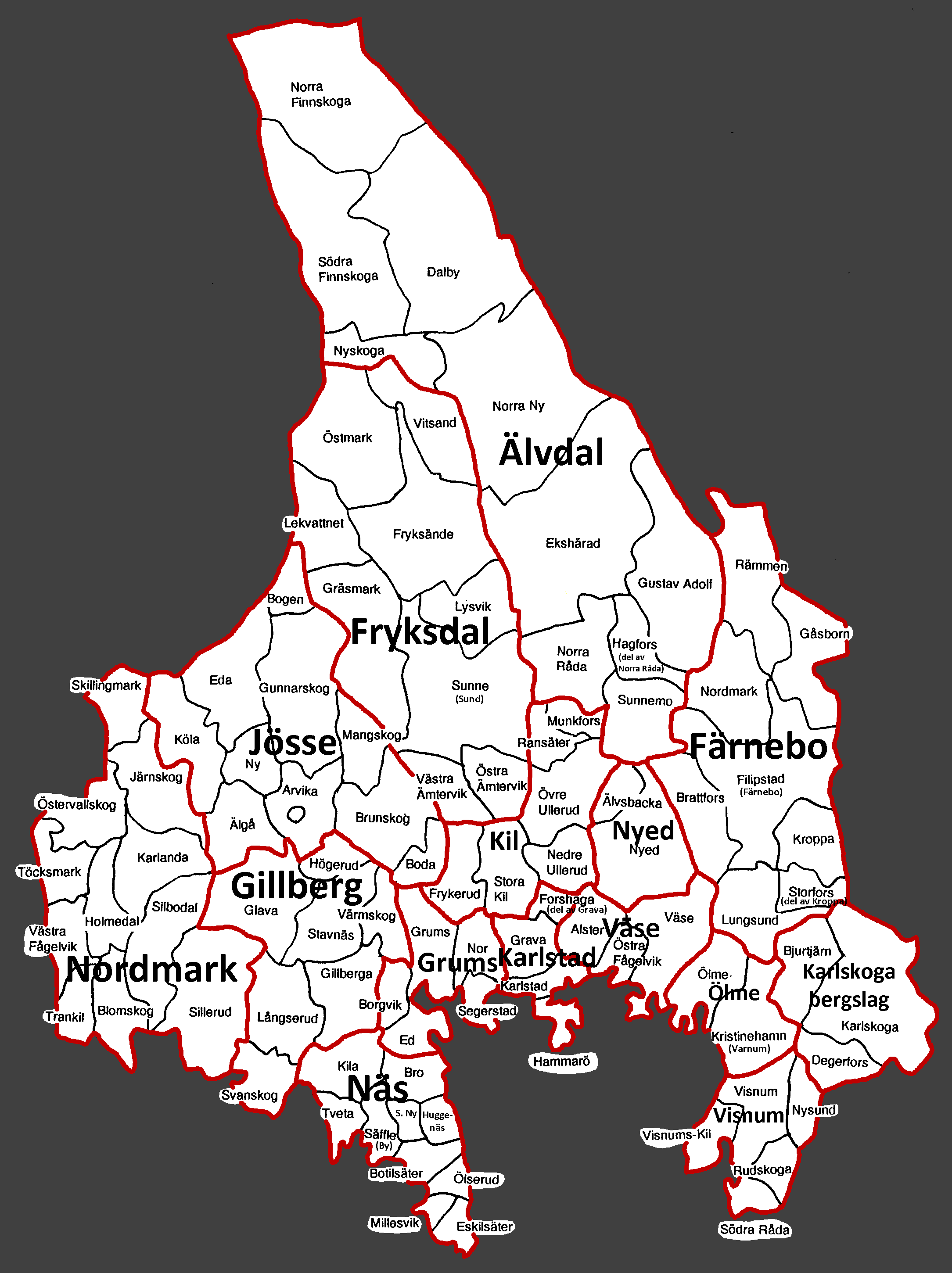
Värmlands härader.

## Socknar
Grums härad omfattade fem socknar.
I Karlstads kommun
- Nor
- Segerstad

I Grums kommun
- Grums
- Borgvik
- Ed

samt
- Grums köping

## Län, fögderier, domsagor, tingslag och tingsrätter
Häradet har från 1779 hört till Värmlands län, innan dess Närkes och Värmlands län. 
Häradets socknar hörde till följande fögderier:
- 1682-1946 Mellansysslets fögderi
- 1946-1951 Karlstads fögderi för Nor och Segerstads socknar
- 1946-1951 Mellansysslets fögderi för Grums och Borgviks socknar
- 1946-1951 Södersysslets fögderi för Eds socken
- 1952-1966 Mellansysslets fögderi för Nor, Segerstads och Grums socknar
- 1952-1966 Södersysslets fögderi för Borgviks och Eds socknar
- 1967-1990 Karlstads fögderi

Häradets socknar tillhörde följande domsagor, tingslag och tingsrätter:
- 1680-1881 Grums tingslag i
  - 1680-1742 Jösse, Färnebo, Grums, Karlstads, Näs, Gillbergs, Nordmarks och Nyeds häraders domsaga kallad Västersysslets domsaga
  - 1743–1755 Karlstads, Färnebo, Grums och Nyeds häraders domsaga kallad Mellansysslets domsaga
  - 1756-1778 Jösse, Näs, Gillbergs, Nordmarks och Grums häraders domsaga kallad Västersysslets domsaga 
  - 1779-1829 Jösse, Nordmarks och Grums domsaga
  - 1830-1881 Mellansysslets domsaga
- 1882-1970 Mellansysslets tingslag i Mellansysslets domsaga

- 1971-2005 Karlstads tingsrätt och dess domsaga
- 2005- Värmlands tingsrätt och dess domsaga

### Webbkällor
- Grums häradssigill på Wermlandsheraldik.se, 2009-02-22, kl. 22:12
- Nationella arkivdatabasen för uppgifter om fögderier, domsagor, tingslag och tingsrätter